# قرار مجلس الأمن التابع للأمم المتحدة رقم 357
قرار مجلس الأمن التابع للأمم المتحدة رقم 357، الذي اتخذ بالإجماع في 14 أغسطس 1974، بعد إعادة تأكيد القرارات السابقة بشأن هذا الموضوع، طالب جميع الأطراف الحاضرة للقتال في قبرص بوقف إطلاق النار والعمل العسكري. ودعا إلى استئناف المفاوضات وقرر إبقاء الحالة قيد النظر ودعوة فورية للاجتماع عند الضرورة للنظر في التدابير الأكثر فعالية التي قد تكون مطلوبة إذا فشل وقف إطلاق النار.